# Neolitsea lanceolata
Neolitsea lanceolata är en lagerväxtart som beskrevs av Elmer Drew Merrill. Neolitsea lanceolata ingår i släktet Neolitsea och familjen lagerväxter. Inga underarter finns listade i Catalogue of Life.